# Thamnodynastes gambotensis
Espèce
Thamnodynastes gambotensis  est une espèce de serpents de la famille des Dipsadidae.

## Répartition
Cette espèce est endémique du département de Bolívar en Colombie.

## Description
C'est un serpent vivipare.

## Étymologie
Son nom d'espèce, composé de gambot[e] et du suffixe latin -ensis, « qui vit dans, qui habite », lui a été donné en référence au lieu de sa découverte, la ville de Gambote dans le département de Bolívar.

## Publication originale
- Perez-santos & Moreno, 1989 : Una nueva especie de Thamnodynastes (Serpentes: Colubridae) en el norte de Colombia. Bollettino del Museo regionale di Scienze naturali di Torino, vol. 7, no 1, p. 1-9.